# لیونل ویوین باند
لیونل ویوین باند (انگلیسی: Lionel Bond؛ ۱۶ ژوئن ۱۸۸۴ – ۴ اکتبر ۱۹۶۱) فرد نظامی اهل بریتانیا بود. وی همچنین برندهٔ جوایزی همچون نشان امپراتوری بریتانیا و نشان حمام شده‌است.